# ルキウス・ウァレリウス・フラックス (紀元前261年の執政官)
ルキウス・ウァレリウス・フラックス（Lucius Valerius Flaccus）は共和政ローマ中期の政治家・将軍で紀元前261年にティトゥス・オタキリウス・クラッススと共に執政官（コンスル）に選出された。

## 出自
フラックスは、ローマで最も著名なパトリキ（貴族）であるウァレリウス氏族の出身である。ウァレリウス氏族の祖先はサビニ族であり、王政ローマをロームルスとティトゥス・タティウスが共同統治した際に、ローマへ移住したとされる。その子孫に共和政ローマの設立者の一人で、最初の執政官であるプブリウス・ウァレリウス・プブリコラがいる。その後ウァレリウス氏族は継続的に執政官を輩出してきた。
フラックスの父のプラエノーメン（第一名、個人名）はマルクス、祖父はルキウスであるが、フラックスのコグノーメン（第三名、家族名）を使ったのは彼が最初と思われる。その後フラックス家は紀元前1世紀中盤まで活躍し、メッサラ家と並んでウァレリウス氏族の中でも最も繁栄した。彼も含めて6世代に渡って執政官を出している。息子のプブリウス・ウァレリウス・フラックスは紀元前227年に執政官を務めた。

## 経歴
ルキウス・ウァレリウス・フラックスの名前を持つ執政官は5人いるが、彼がその最初の人物である.。
フラックスの選挙は同族で紀元前263年の執政官であるマニウス・ウァレリウス・マクシムス・メッサッラと、クラッススの兄弟でやはり紀元前263年に執政官を務めたマニウス・オタキリウス・クラッススに支援されていた。カルタゴとの戦争は継続しており、フラックスおよび同僚のクラッススはシケリア（シチリア）でカルタゴとの戦争を戦った。前年にアグリゲントゥムの戦いにローマ軍は勝利しており、その恩恵をうけて両執政官は成功裏にシケリアでの作戦を進めることができた。海岸からは離れた都市はほとんどがローマ側についた。海岸沿いの都市にはカルタゴに味方するものもあったが、それはカルタゴ艦隊を恐れていたためであった。
古代の資料では、紀元前261年の作戦において、カルタゴに雇用されていた4,000人のガリア人傭兵が、給与が支払われなかったことから、ローマ側に寝返ることを決したとしている。ゾナラス『歴史梗概』は、カルタゴ軍の司令官はハミルカル・バルカであったとし（時期的に見てこれは疑わしい）、シケリアのディオドロスはガノンとしている。この司令官は傭兵の計画を知って、罠をしかけた。彼は逃亡兵を通じてローマ軍司令官に、ガリア兵の離脱は欺瞞であるとの偽情報を流した。このため、ローマ軍は脱走してきたガリア兵を包囲し、攻撃した。このためローマは潜在的な援軍を失っただけでなく、自身も損害を蒙ることとなった。
フラックスの執政官在任中に、ローマは本格的な海軍の建設を開始した。翌年には両軍の間に最初の海戦が発生する。

## 参考資料

### 古代の資料
- シケリアのディオドロス『歴史叢書』
- カピトリヌスのファスティ
- ポリュビオス『歴史』
- セクストゥス・ユリウス・フロンティヌス『戦術論』

### 研究書
- Korablev I. Hannibal. - M .: Science, 1981. - 360 p.
- Rodionov E. Punic Wars. - St. Petersburg. : SPbGU, 2005. - 626 p. - ISBN 5-288-03650-0 .
- Broughton R. Magistrates of the Roman Republic. - New York, 1951. - Vol. I. - P. 600.
- Münzer F.  Otacilius 10 // Paulys Realencyclopädie der classischen Altertumswissenschaft . - 1942. - Bd. XVIII, 2. - S. 1859-1861.
- Münzer F.  Otacilius 11 // Paulys Realencyclopädie der classischen Altertumswissenschaft . - 1942. - Bd. XVIII, 2. - S. 1861-1862.
- Münzer F. Valerius 162ff // Paulys Realencyclopädie der classischen Altertumswissenschaft . - 1955. - Bd. VIII A, 1. - Kol. 3-5.
- Münzer F. Valerius 172 // Paulys Realencyclopädie der classischen Altertumswissenschaft . - 1955. - Bd. VIII A, 1. - Kol. 16.
- Volkmann H. Valerius // Paulys Realencyclopädie der classischen Altertumswissenschaft . - 1948. - Bd. VII A, 1. - Kol. 2292-2296.
- Volkmann H. Valerius 89 // Paulys Realencyclopädie der classischen Altertumswissenschaft . - 1948. - Bd. VII A, 1. - Kol. 2311.